# John Milton Bernhisel
John Milton Bernhisel (23 juin 1799 - 28 septembre 1881) était un médecin et politicien américain membre précoce de l'Église de Jésus-Christ des saints des derniers jours. Il était un ami proche et un compagnon de Joseph Smith et de Brigham Young. Il était le premier représentant du territoire de l'Utah à la Chambre des représentants des États-Unis de 1851 à 1859 et était un membre du Collège des soixante-dix de l'Église.

## Histoire
Bernhisel est né à Sandy Hill près de Harrisburg, en Pennsylvanie. Il obtint son diplôme de médecine à l'université de Pennsylvanie à Philadelphie et commença à pratiquer la médecine à New York. Après être devenu membre de l'Église de Jésus-Christ des saints des derniers jours, il déménagea pour Nauvoo, dans l'Illinois en 1843 où il servit comme médecin traitant pour les dirigeants de l'Église directement chez lui. Il mit au monde plusieurs des enfants de Joseph Smith.
En juin 1844, John Milton Bernhisel accompagna Joseph Smith à la prison de Site archéologique de Carthage, Illinois et passa quelque temps à ses côtés ainsi qu'avec d'autres compagnons mais il n'était pas présent lors de la mort de Joseph Smith.
Après la mort de Joseph Smith, John Milton Bernhisel partit pour l'Ouest avec la majorité des membres de l'Église de Jésus-Christ des saints des derniers jours. Il s'établit à Salt Lake City, en Utah en 1848 et continua à pratiquer la médecine.